# Helicopsyche muelleri
Helicopsyche muelleri är en nattsländeart som beskrevs av Banks 1920. Helicopsyche muelleri ingår i släktet Helicopsyche och familjen Helicopsychidae. Inga underarter finns listade i Catalogue of Life.